# Cimetière de Levallois-Perret

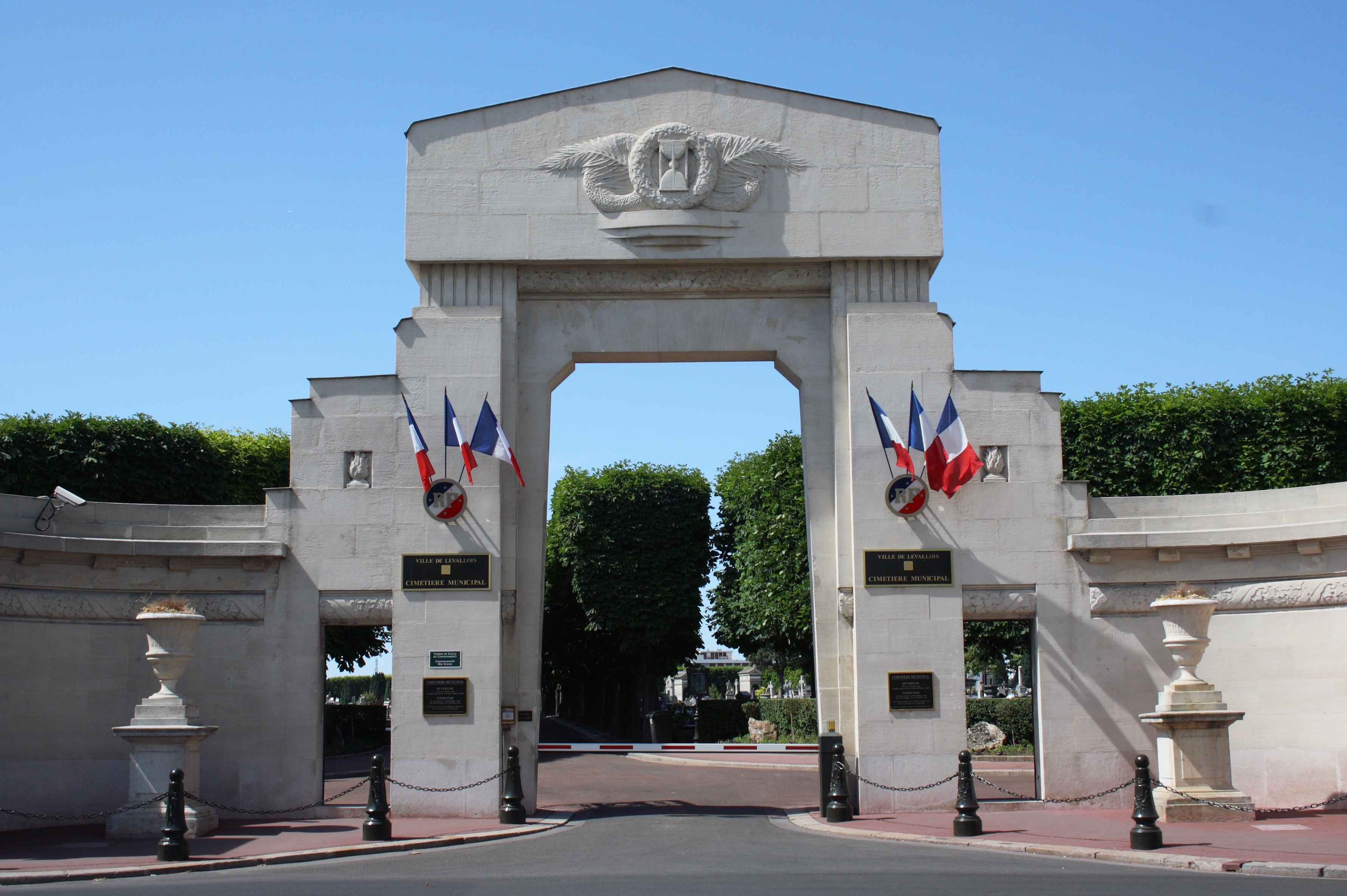
Eingang zum Cimetière de Levallois-Perret

Der Cimetière de Levallois-Perret ist der städtische Friedhof von Levallois-Perret, einer westlichen Pariser Vorortgemeinde im Département Hauts-de-Seine.

## Beschreibung

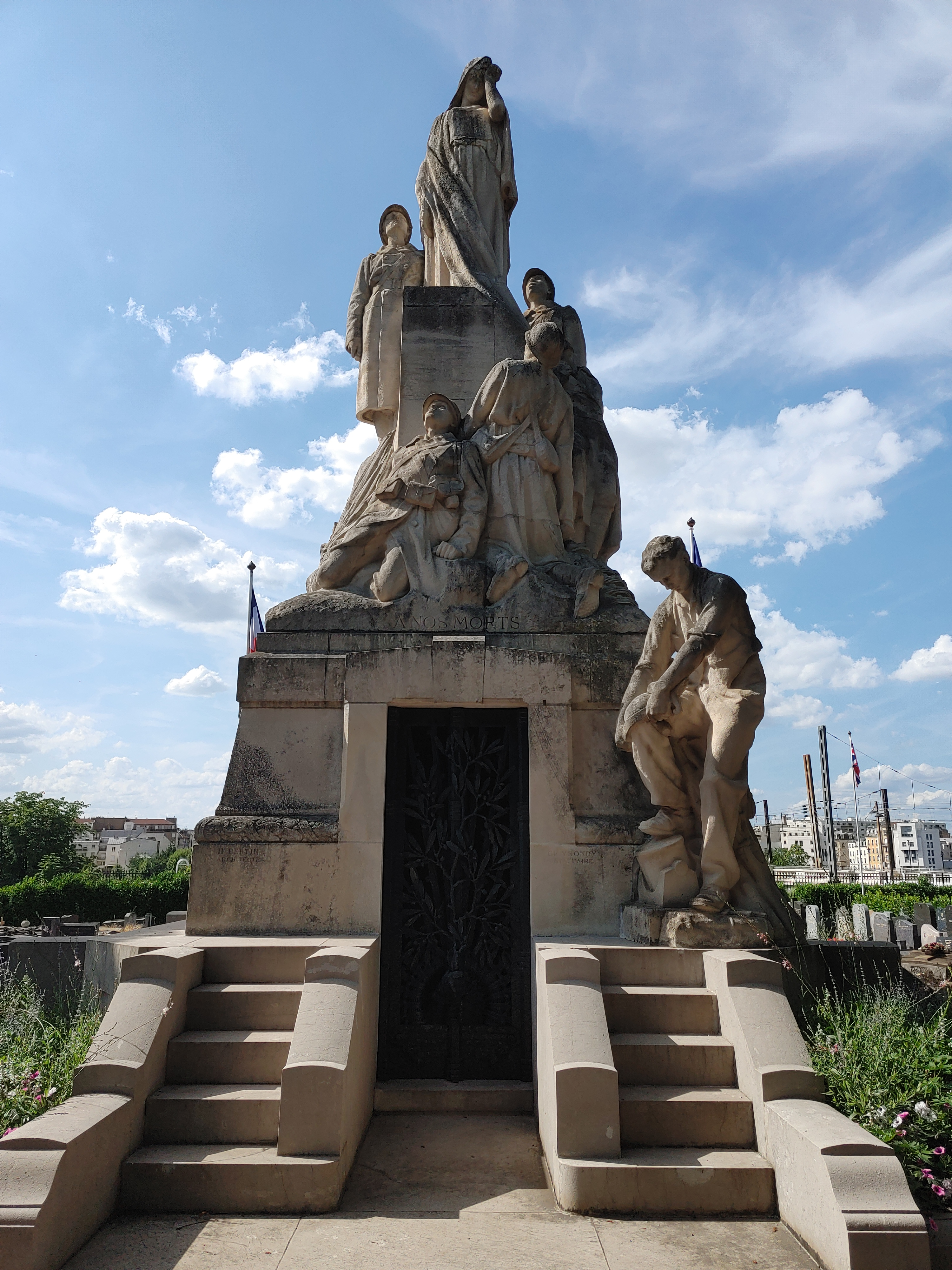
Denkmal für die Toten des Ersten Weltkriegs

Der Cimetière de Levallois-Perret entstand 1868, nachdem im Jahr zuvor die Gemeinde Levallois-Perret als Abspaltung von Clichy begründet wurde. Eine wesentliche Rolle sowohl bei der Erschließung von Levallois-Perret wie bei der Einrichtung des Friedhofes spiele Nicolas Levallois, von dem sich der Name der Stadt und des Friedhofs zur Hälfte ableitet. Der Eingang befindet sich an der Rue Baudin Nr. 101, seitlich wird der Friedhof zudem begrenzt von der Bahnlinie Clichy–Asnières, der Seine-Ufer-Straße Quai Charles Pasqua und der Wohnblockbebauung entlang der Rue Jules Guesde. Nach Erweiterungen in den Jahren 1884 und 1910 umfasst der Friedhof 74.660 Quadratmeter und gliedert sich in 43 Abteilungen. Auf dem Friedhof befinden sich etwa 27.000 Gräber. Dazu gehören die Ruhestätten von bekannten Personen wie dem Ingenieur Gustave Eiffel und dem Komponist Maurice Ravel. Ebenfalls hier bestattet ist die Anarchistin Louise Michel, der die Sängerin Michèle Bernard das Lied Au Cimetière de Levallois (Auf den Friedhof von Levallois) gewidmet hat.
An einer zentralen Wegkreuzung des Friedhofs steht das Denkmal für die Toten des Ersten Weltkrieges. Das 1923 vom Architekt Henri Bertin und dem Bildhauer Yroudy errichtete Monument zeigt als Hauptfigurengruppe eine Frau umgeben von vier Soldaten. Die Frau als Symbol für die Mutter und Ehefrau ist als Trauernde mit gesenktem Kopf dargestellt, während ein sterbender Soldat zu ihr aufschaut. Am Sockel findet sich die Figur eines Arbeiters, der als Friedenssymbol ein Schwert zerbricht. Diese antimilitaristische Figur führte in den 1920er Jahren zu erheblichen Kontroversen. 1926 wurde die Figur mutwillig beschädigt und danach nicht wieder rekonstruiert. Des Weiteren gibt es ein Grabfeld mit 29 Gräbern britischer Soldaten, das von der Commonwealth War Graves Commission betreut wird. Zudem erinnert ein Monument an die Pariser Taxifahrer, die 1914 zur Verstärkung Soldaten an die Front gefahren haben. In Levallois-Perret waren seinerzeit zahlreiche Pariser Taxiunternehmen mit ihren Werkstätten ansässig. Auch an die im Krieg gestorbenen Angestellten der örtlichen Automobilindustrie erinnert ein Gedenkstein.

## Auf dem Cimetière de Levallois-Perret bestattete bekannte Personen (Auswahl)
- Eugène Bigot (1888–1965), Dirigent
- Pierre Chayriguès (1892–1965), Fußballspieler
- Paul Chocarne-Moreau (1855–1930), Maler
- France Dhélia (1894–1964), Schauspielerin
- Gustave Eiffel (1832–1923), Ingenieur
- Théophile Ferré (1846–1871), Angehöriger der Pariser Kommune
- André Giraud (1925–1997), Industrie- und Verteidigungsminister
- Guy Grosso (1933–2001), Schauspieler
- Maryse Hilsz (1901–1946), Flugpionierin
- Philippe Josse, bekannt als Barberousse (1920–2010), Zeichner
- Michel Le Royer (1932–2022), Schauspieler
- Nicolas Levallois (1816–1879), Begründer von Levallois-Perret
- Louise Michel (1830–1905), Anarchistin
- Maurice Ravel (1875–1937), Komponist
- Léon Zitrone (1914–1995), Fernsehjournalist

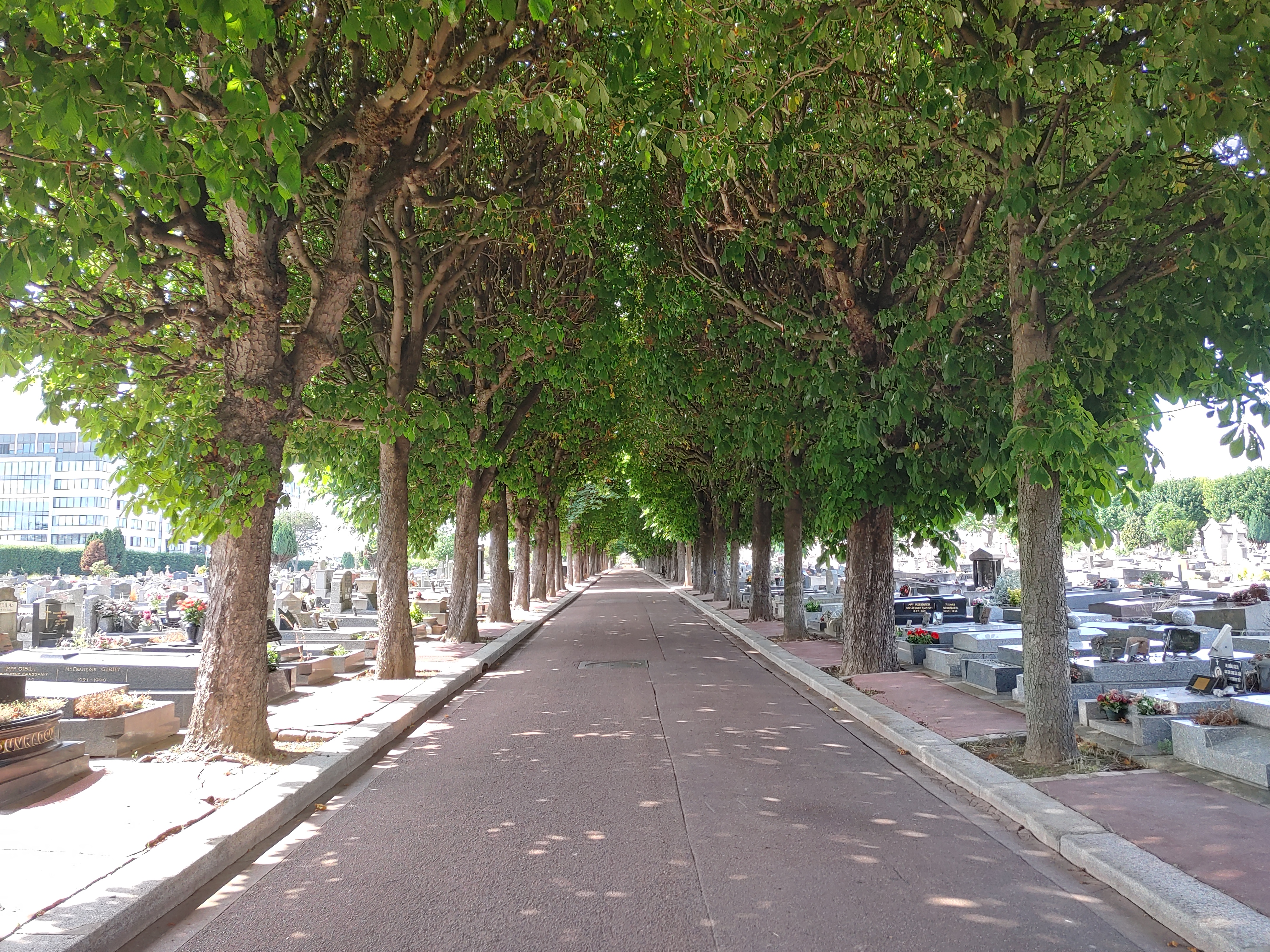
Zentrale Alle
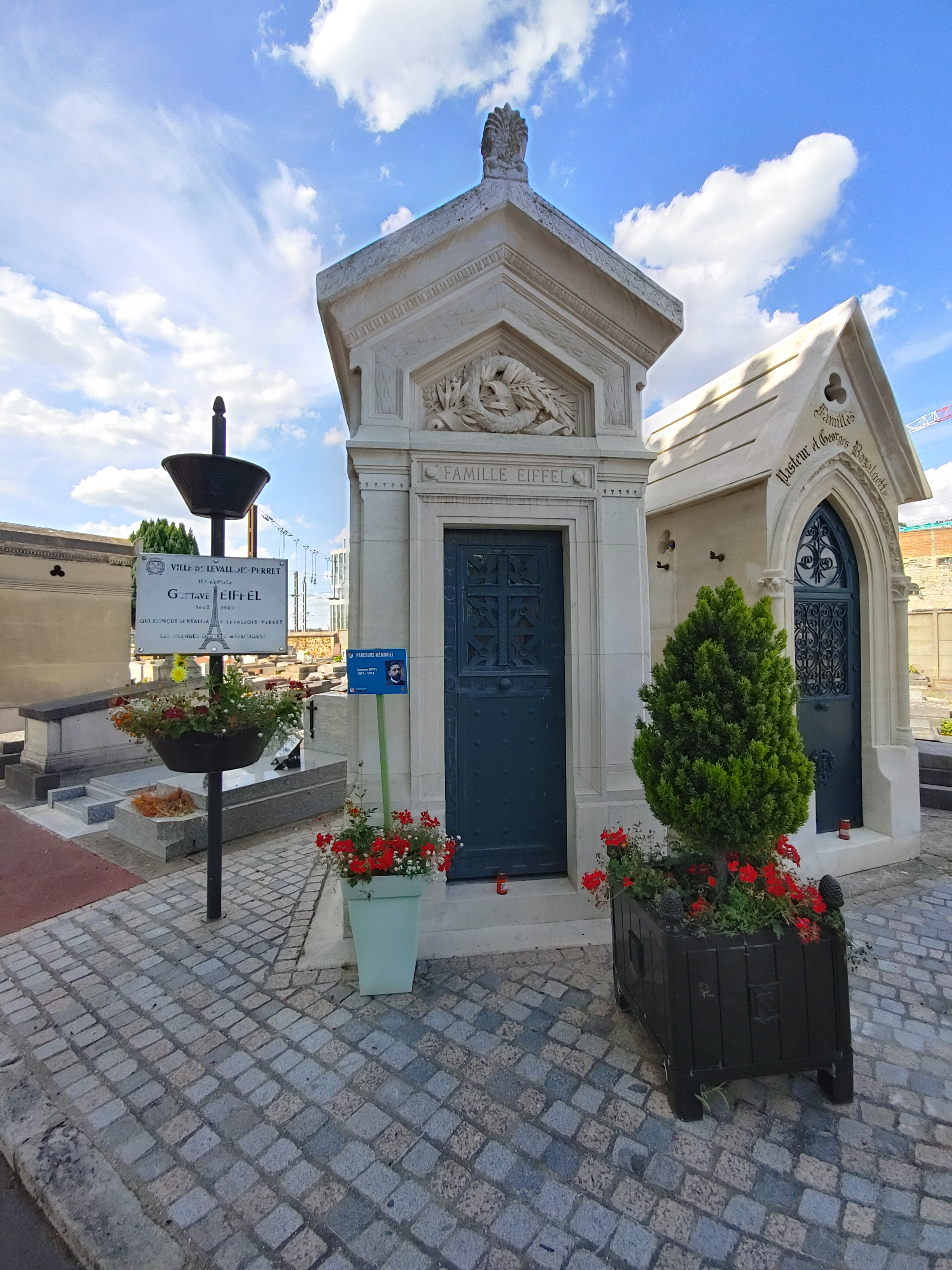
Mausoleum der Familie Eiffel
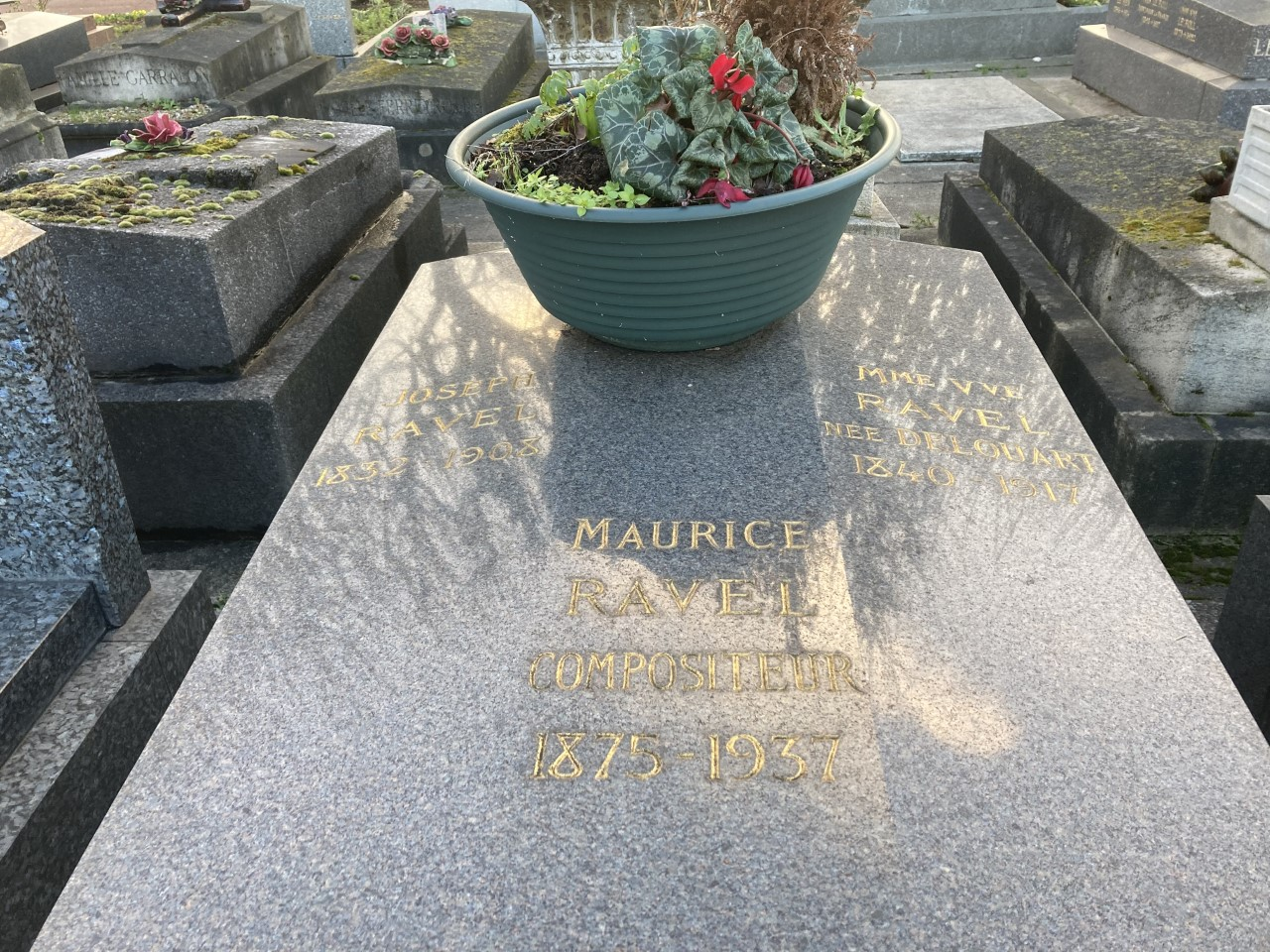
Grab von Maurice Ravel
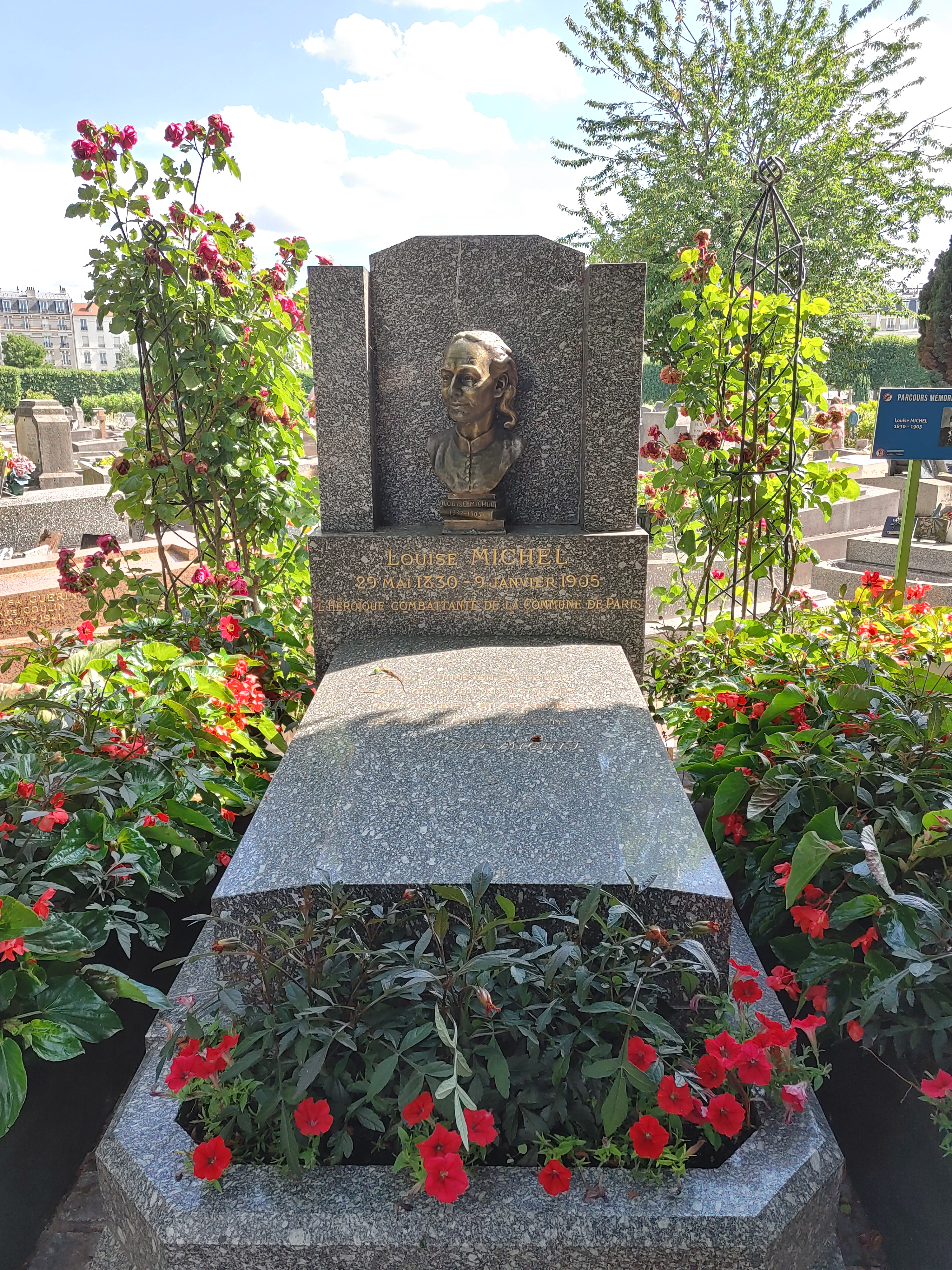
Grab von Louise Michel
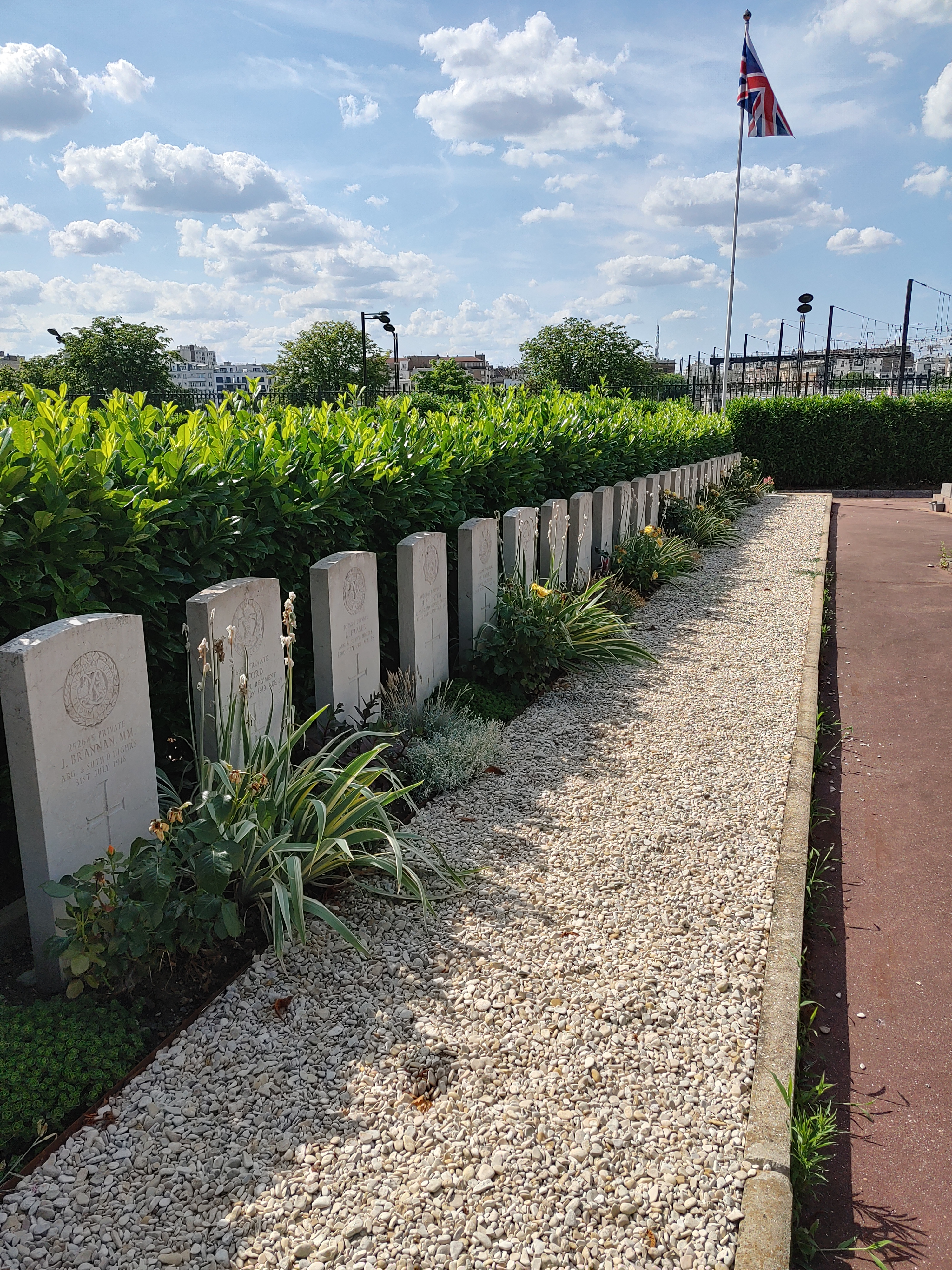
Gräber britischer Soldaten
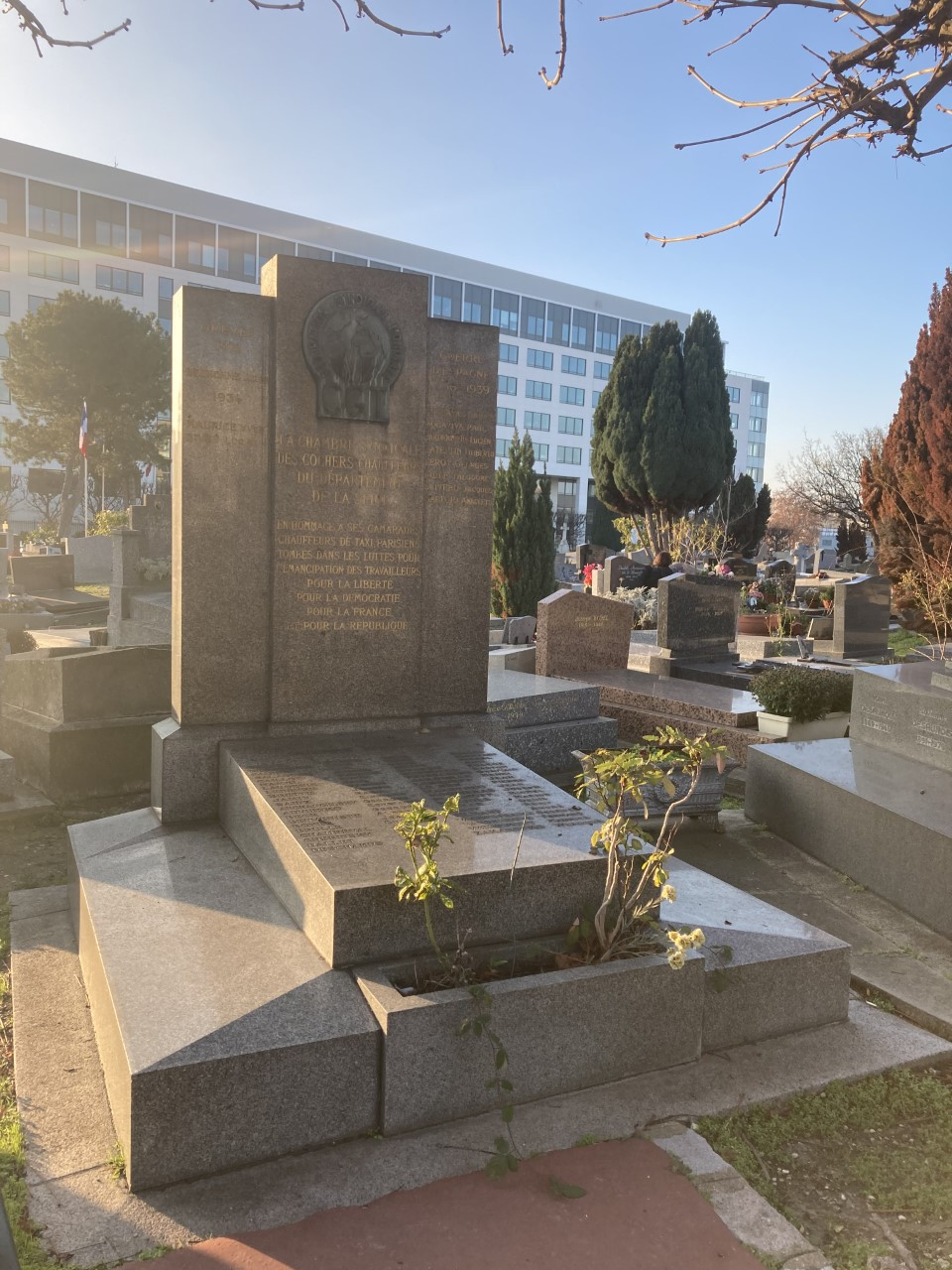
Denkmal für die Pariser Taxifahrer im Ersten Weltkrieg